# Diamantino Leong
Diamantino Leong (ur. 8 października 1986) – timorski piłkarz grający na pozycji bramkarza, reprezentant Timoru Wschodniego od 2010 roku.

## Kariera klubowa
Karierę klubową, Leong rozpoczął w 2004 roku w timorskim klubie FC Rusa Fuik. W 2005 roku przeniósł się do klubu FC Zebra, w którym to grał do 2009 roku. Od 2010 roku ponownie związany z klubem FC Rusa Fuik.